# Violetthaubenelfe
Die Violetthaubenelfe (Stephanoxis loddigesii; Syn. Trochilus loddigesii, Cephallepis loddigesii, Stephanoxis lalandi loddigesii, Cephaloepis apirati) ist ein Vogel aus der Familie der Kolibris (Trochilidae). Die Art kommt im östlichen Paraguay, dem südlichen Brasilien und dem nordöstlichen Argentinien vor. Der Bestand wird von der IUCN als nicht gefährdet (Least Concern) eingeschätzt.

## Merkmale

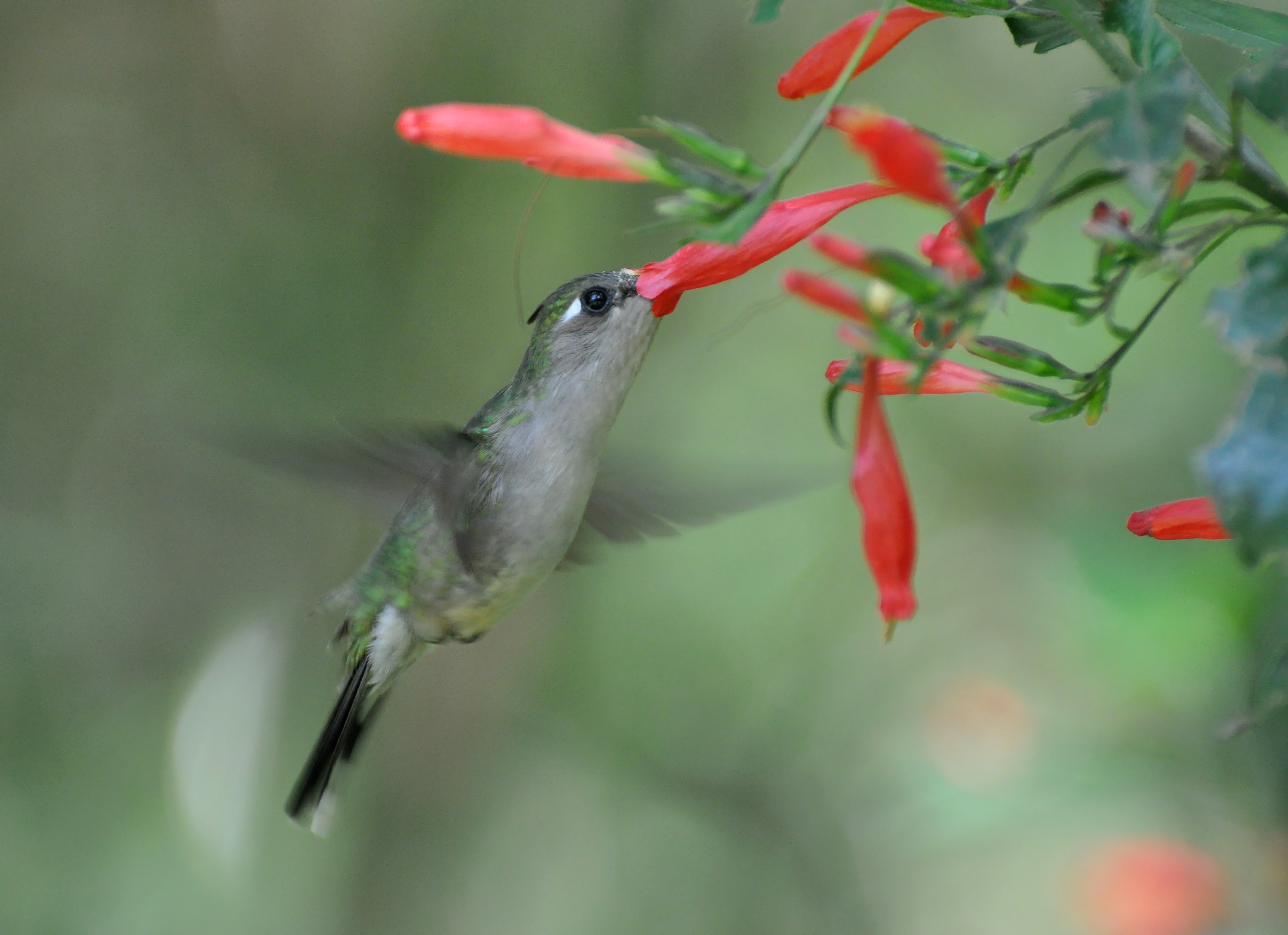
Violetthaubenelfe ♀

Die Violetthaubenelfe erreicht bei einem Körpergewicht von lediglich ca. 3,7 g eine Körperlänge von etwa 8,5 bis 9,5 cm, wobei die Flügel 5,2 cm, der Schwanz 34 mm und der schwarze Schnabel 15 mm lang sind. Im Gegensatz zur kongenerischen Grünhaubenelfe hat sie einen etwas längeren Schnabel. Das Männchen hat eine violettblaue Haube. Es hat bräunliche Ohrdecken, Kinn und Kehle. Der Bauch ist schwärzlich violettblau. Die Spitzen der äußeren Schwanzfedern sind weißlich mit weniger grau als bei der Grünhaubenelfe. Der Oberkopf und der Rücken sind gelblich grün. Die Haube des Weibchens ist nur rudimentär vorhanden. Die Oberseite und die Flügel sowie der weiße Fleck hinter dem Auge sind gelblich grün. Die Unterseite ist grau mit einem leichten ockerfarbenen Hauch. Die äußeren Schwanzfedern werden von einer blauen subterminalen Binde durchzogen und haben weiße Spitzen. Die inneren Steuerfedern sind grün. Schnabel und Füße sind schwarz. Jungtiere ähneln den Weibchen.

## Fortpflanzung
Die Brutzeit der Violetthaubenelfe ist in Brasilien ist von Oktober bis März. Männchen treffen sich meist an Leks, aber gelegentlich wird auch von alleine singenden Männchen berichtet. Eine Studie in Südbrasilien zeigte, dass die Leks sich normalerweise in sehr begrenztem Lebensraum befinden. Dort sind drei bis sieben Männchen anwesend. Leks liegen 14,8 plus/minus 6,3 m auseinander und das beanspruchte Revier ist ca. 11,4 plus/minus 4,4 m groß. Im Revier hat jedes Männchen zwei bis vier Sitzplätze, die sich 0,8 bis 3,5 Meter über dem Boden befinden. Das größte erfasste Lek war 70 × 30 m groß. Die Vögel kommen kurz nach dem Sonnenaufgang an und sind dann sehr aktiv. Diese Aktivität lässt zunächst nach, bevor sie zwischen 9:00 und 15:00 Uhr wieder aktiver werden. Die Männchen verschwinden dann gegen 18:30 Uhr wieder aus dem Lek. Männchen scheinen keine Nahrung an den Leks aufzunehmen, was ihre relativ kurzen Aufenthaltszeiten erklären könnte. Bei der Balz schweben die Männchen mit erhobenem Kamm und richten den Schnabel in Richtung des Sitzastes, während sie seitwärts in Halbkreisen oder Kreisen fliegen. Ähnlich ist das Verhalten vor sitzenden rivalisierenden Männchen. Das kelchförmige Nest besteht aus weichen Pflanzen- oder Samenfasern sowie aus kleinen Moos- und Blattfragmenten. Außen ist es mit Flechten verkleidet. Ein Gelege besteht aus zwei Eiern, die 14 × 8 mm groß sind. Die Brutzeit beträgt 14 bis 16 Tage. Die Eier wurden ausschließlich vom Weibchen bebrütet. Die Küken haben einen blassgrauen Rückenflaum.

## Lautäußerungen
Der Gesang der Violetthaubenelfe ist an den Leks komplex modulierte mit einer mittleren Rate von 74,8 ± 14,5 Liedern/Minute. Diese wird während der gesamten Paarungszeit beibehalten, allerdings nicht den ganzen Tag über. Die Rate kann kurzzeitig ansteigen, wenn sie nach der Futtersuche ans Lek zurückkehren oder wenn ein Rivale sich nähert.

## Verhalten und Ernährung
Die Violetthaubenelfe ernährt sich vom Nektar einheimischer und eingeführter Arten der Gattungen Vochysia, Salbei, Dombeya, Calliandra, Inga und Eukalypten. Dies beinhaltet auch einige Bromelien wie Aechmea calyculata, Aechmea recurvata  und Billbelgia nutans. Diese sucht sie in den Staten vom Boden bis in den Baumkronen auf. Insekten jagt sie in der Luft oder sammeln diese von Blättern ab. Die Männchen bauen sich nur während der Paarungszeit ein Futterterritorium auf.

## Verbreitung und Lebensraum

Verbreitungsgebiet (grün) der Violetthaubenelfe

Die Violetthaubenelfe bewegt sich im Unterholz von Wäldern, im Buschwerk und entlang von Wasserläufen in Höhenlagen von Meereshöhe bis 900 Metern. So findet man sie im östlichen Paraguay und im nordöstlichen Argentinien in der Provinz Misiones und dem südöstlichen Brasilien in den Bundesstaaten vom südlichen São Paulo über Paraná, Santa Catarina bis Rio Grande do Sul.

## Migration
Die Violetthaubenelfe gilt als Standvogel, doch im Süden der Brutregion zieht sie im Winter in tiefere Höhenlagen.

## Unterarten
Früher wurde die Violetthaubenelfe als Unterart der Grünhaubenelfe (Stephanoxis lalandi (Vieillot, 1818)) betrachtet. Neuere Forschungen führten dazu, dass beide aus biologischer und phylogenetischer Sicht als eigene Arten betrachtet werden müssen. Arnaldo de Winkelried Bertoni beschrieb 1901 Cephaloepis apirati ein Name der heute als Synonym für die Nominatform gilt. Alfred Laubmann erwähnte in seinem Werk Die Vögel von Paraguay, dass es Bertoni war der die Art erstmals im Departamento Alto Paraná für Paraguay nachwies.

## Etymologie und Forschungsgeschichte
Die Erstbeschreibung der Violetthaubenelfe erfolgte 1831 durch Nicholas Aylward Vigors unter dem Namen Trochilus Loddigesii. Das Typusexemplar stammte vom Rio Grande und befand sich in der Sammlung John Goulds. 1897 führte Eugène Louis Simon die neue Gattung Stephanoxis ein. Dieser Name ist griechischen Ursprungs und leitet sich von »stephanos, στεφανος« für »Krone« und »oxys, οξυς« für »spitz, spitzig« ab. Der Artname »loddigesii« ist George Loddiges gewidmet. Loddiges erwähnte im gleichen Artikel, dass wohl eine neue Gattung für diese Art erforderlich wäre. Er schlug den Namen Cephallepis vor, ein Name, der aber bereits 1810 von Constantine Samuel Rafinesque (1783–1840) für einen Fisch verwendet wurde. Apirati leitet sich aus dem Guaraní Maínumbí apí-rati für die Violetthaubenelfe ab.